# 루손저산대숲쥐
루손저산대숲쥐(Apomys datae)는 쥐과에 속하는 설치류의 일종이다. 필리핀에서만 발견되며, 루손섬 북부 지방(코르디예라 중부와 북일로코스주 해안가)에서 발견된다. 근연종은 민도로섬에 서식하는 큰민도로숲쥐이다. 시에라마드레 산맥에도 다른 근연종이 발견될 수 있지만 아직 확인되지 않았다. 루손저산대숲쥐는 땅에서 서식하는 비교적 큰 설치류로 필리핀집쥐속의 다른 종에 비해 꼬리가 꽤 짧다.